# 존 브레넌
존 오언 브레넌(영어: John Owen Brennan, 1955년 9월 22일~)은 미국의 관료다. 2013년부터 2017년까지 중앙정보국(CIA) 국장을 지냈다.

## 생애
1955년 9월 22일 뉴저지주 노스베르겐에서 태어났다. 그의 가족은 아일랜드계 이민자였다. 포덤 대학교에서 재학하던 중 뉴욕 타임스에 실린 CIA 채용 광고를 보고 들어가기로 결심했다. 또한 카이로 미국대학교 유학 도중에 아랍어와 중동 지역 문화를 공부하였다. 한편 1976년 대선에서는 미국 공산당 소속인 거스 할에 투표하기도 하였다. 그는 이 사실을 털어놓으면서, 당시에는 사회가 변화하기를 간절히 바랬다고 고백하였다. 1977년 포덤 대학교에서 정치학으로 학사 학위를 받았으며 1980년 텍사스 대학교 오스틴에서 중동 정치 연구로 석사 학위를 받았다.